# Sala d'estar

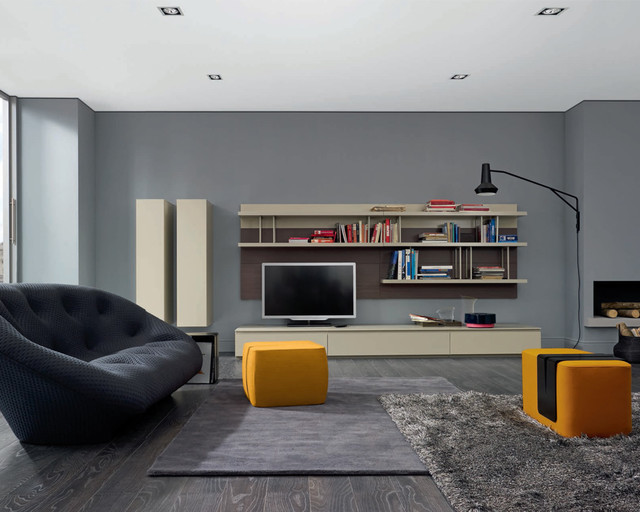
Sala d'estar

La cambra d'estar, sala d'estar o living (de l'anglès living room) és una de les dues cambres mínimes de les que ha de disposar un habitatge perquè es pugui considerar com a tal, sent una cambra dedicada a rebre visites, llegir, mirar la televisió o fer altres activitats. És aquella peça de la casa on la família sol fer vida en comú a les hores que no són de menjar ni de dormir, tot i que en condicions limitades es permet incloure-hi l'equip de cuina.
En les llars i apartaments moderns la cambra d'estar ha substituït el vell saló. El terme marca l'esforç dels arquitectes i constructors del segle XX per a llevar al saló de les seves connotacions formals i convertir-lo en una cambra confortable a més d'acollidora. La cambra d'estar concentra ara l'activitat familiar tractant-se d'un espai ampli que reuneix comoditats tant físiques com d'entreteniment.
Una cambra d'estar en el Regne Unit té tradicionalment una xemeneia oberta, encara que ara molts s'han convertit a la calefacció de gas en els darrers anys.
En moltes llars, la cambra d'estar està reservada per a un entreteniment més tranquil mentre que una cambra separada d'entreteniment o cambra familiar s'utilitza per a activitats més ocasionals. La sala es troba a l'àrea més social, generalment al costat del menjador, i està reservada per a ocasions i visites especials. El mobiliari de la mateixa consta generalment d'un sofà, butaques o poltrones i una taula de centre on es col·loquen objectes de decoració (adorns) la fi dels quals és merament estètic. També és molt comú col·locar quadres pictòrics a fi de donar-li vida.

## Història

### Antinguitat
La sala d'estar, entesa com l'espai per recollir-se i combatre el fred al voltant del foc, ja estava present a les senzilles cases primitives romanes. Era un espai sense finestres, amb un espai al sostre per expulsar el fum i recollir la llum del sol. Amb el pas del temps, aquest espai, l'atrium, va esdevenir l'espai central des d'on saccedia a les habitacions i als altres espais.
Les cases populars medievals també tenien una única habitació gran amb llar de foc al centre.

### Època Moderna

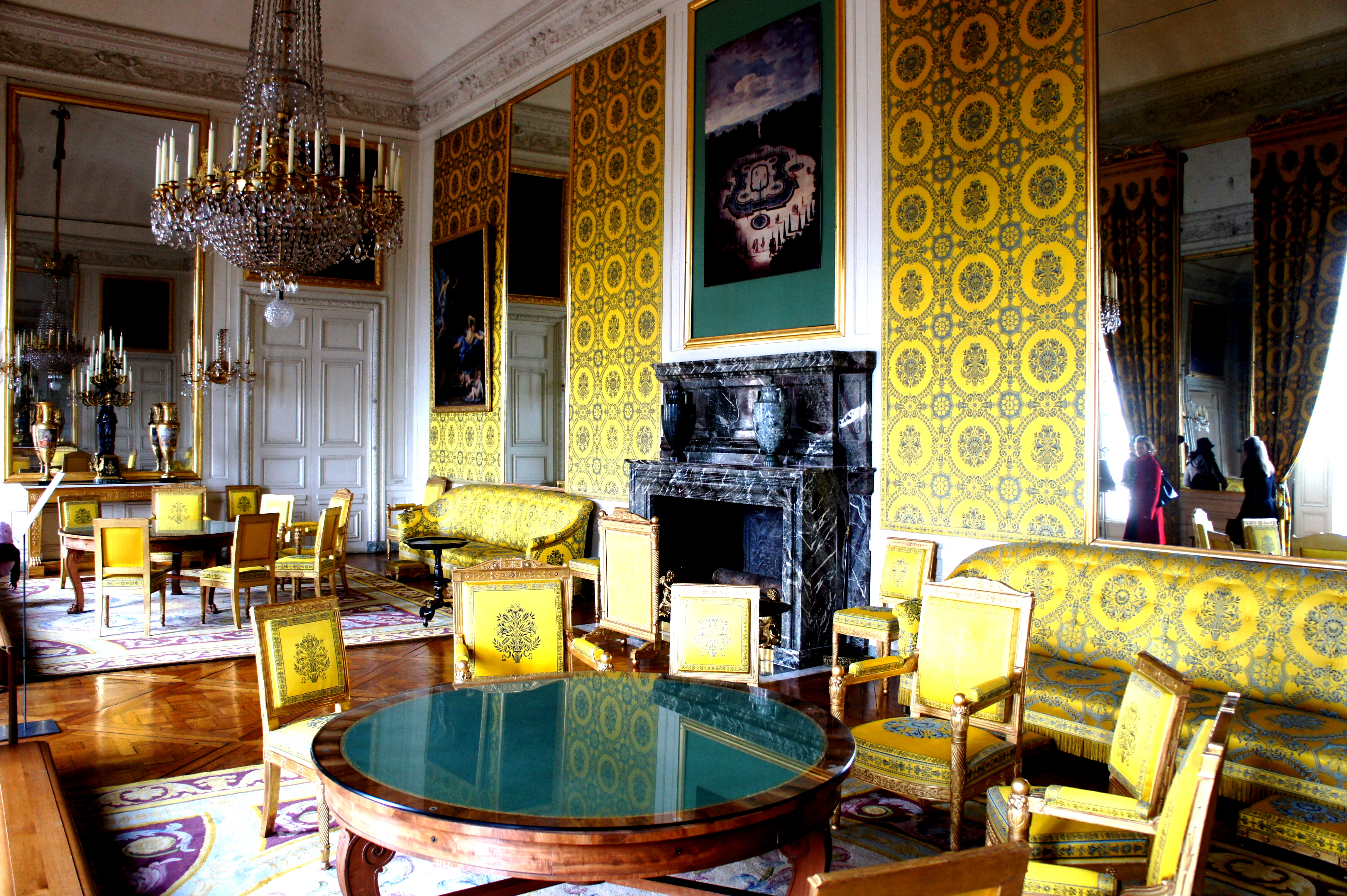
Sector de reunió del Grand Trianon, Palau de Versailles, encarregat pel rei Lluís XIV,.

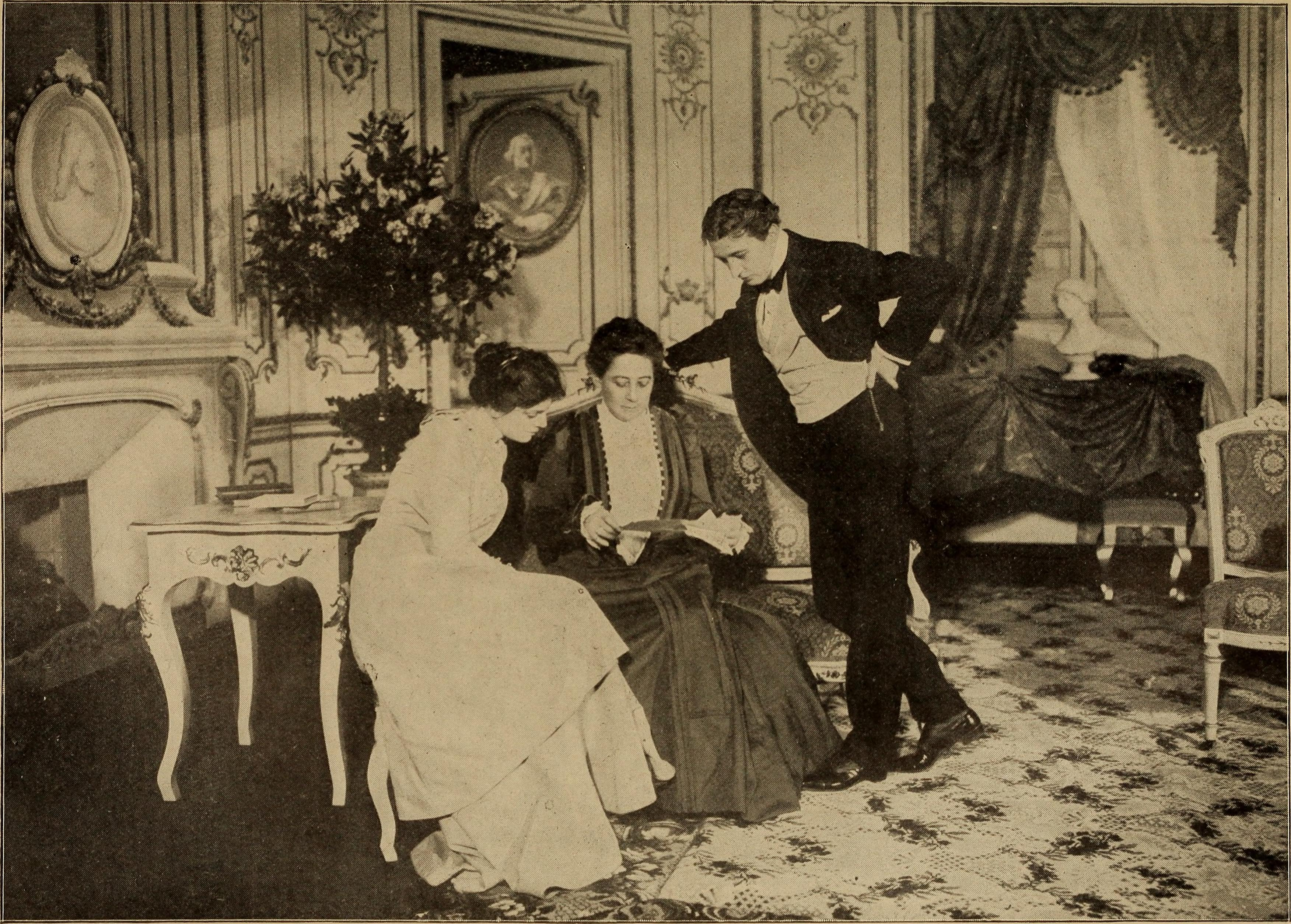
Lectures i recitals en una sala d'estar.

La llar de foc es va començar a desplaçar a la perifèria de la sala d'estar a l'Anglaterra del segle xvi, perdent la centralitat per subdividir l'espai. A la sala d'estar s'hi cuinava, s'hi treballava i es rebien visites. En aquest moment es va introduir la intimitat i la privacitat en el concepte de sala d'estar.
A França la sala d'estar del segle XVII servia l'espai de la casa per rebre els convidats, menjar i apartar les taules per ballar. Es van començar a introduir les butaques tapissades, avantsala dels actuals sofàs. La importància de la xemeneia es manté i comença introduir-se el gust pel mobiliari com a indicador de l'estatus.
El terme saló sempre ha tingut connotacions d'elegància respecte a la més domèstica sala d'estar. No en va és el que s'usa per a denominar les grans estades en què es realitzava la convivència diària en els palaus. Els salons s'han utilitzat tradicionalment per a rebre visites pel que s'ha cuidat en extrem la qualitat dels mobles i tapisseries en relació amb la sala d'estar en què s'utilitzaven materials més comuns. En aquest segon es realitzava l'activitat familiar quotidiana reservant el primer per a ocasions especials.
Els dissenyadors d'interiors i arquitectes al llarg del temps han estudiat els usuaris dins d'un espai per a fer un disseny que s'adapti millor a les seves necessitats i desitjos. El Palau de Versalles del Rei de França, Lluís XIV es pot considerar que té una de les sales d'estar més luxosament decorades de finals del segle xvii. Durant el regnat del rei Lluís XIV, es va establir l'estil arquitectònic Lluís XIV o Lluís Catorze. Aquest estil també es pot identificar com el Classicisme francès i va tenir influència en altres països. Va incloure l'ús audaç de materials de marbre i bronze. Lluís XIV va treballar al costat de Louis Le Vau i Augustin-Charles d'Aviler per a dissenyar appartments de parade, també coneguts com a habitacions formals on generalment es reunien per a discutir i dur a terme assumptes comercials. També van dissenyar appartements de commodité, que eren habitacions en les quals els propietaris podien relaxar-se i descansar. Aquest estil, conegut com a estil Louis XV, o Lluís Quizne, va ser dissenyat intencionalment per a combinar la formalitat amb un nou nivell de comoditat que la gent encara estava per descobrir. Charles Étienne Briseux, arquitecte francès l'estil arquitectònic del qual va ser predominantment Lluís XV, va publicar L'Architecture moderne el 1728, va introduir la comoditat que després es va convertir en una obsessió per tenir materialitat i mobiliari específics dins de l'interior d'un espai. La seva influència va començar a París, França, i després es va estendre ràpidament per Europa, arribant a l'atenció dels rics i luxosos.
L'aparició de la divisió d'espais per ús no es faria efectiva fins al segle xviii, quan la casa s'hava anat empetitint i privatitzant per esdevenir l'espai de la família. Les taules i els sofàs deixen la paret per situar-se al centre i el protagonisme de la xemeneia deixarà pas a la làmpada d'oli que permetia llegir, jugar i mantenir converses nocturnes.
La Revolució Industrial va sorgir a finalitats del 1700, la qual cosa va provocar un canvi complet als Estats Units, però també en molts altres llocs del món, passant d'una societat sustentada en processos artesanals i faiçó a mà a una societat dominada per una indústria de fabricació de màquines. Això va permetre la producció de cadires, taules, bombetes, telègrafs i ràdios que van permetre a la societat comprar a un preu raonable per a agregar a la seva llar. L'auge de la Revolució Industrial va tenir un paper molt important en l'avanç de la sala d'estar perquè, a causa de la producció en massa, els articles decoratius es van tornar més accessibles per a la classe mitjana.

### Segle XIX

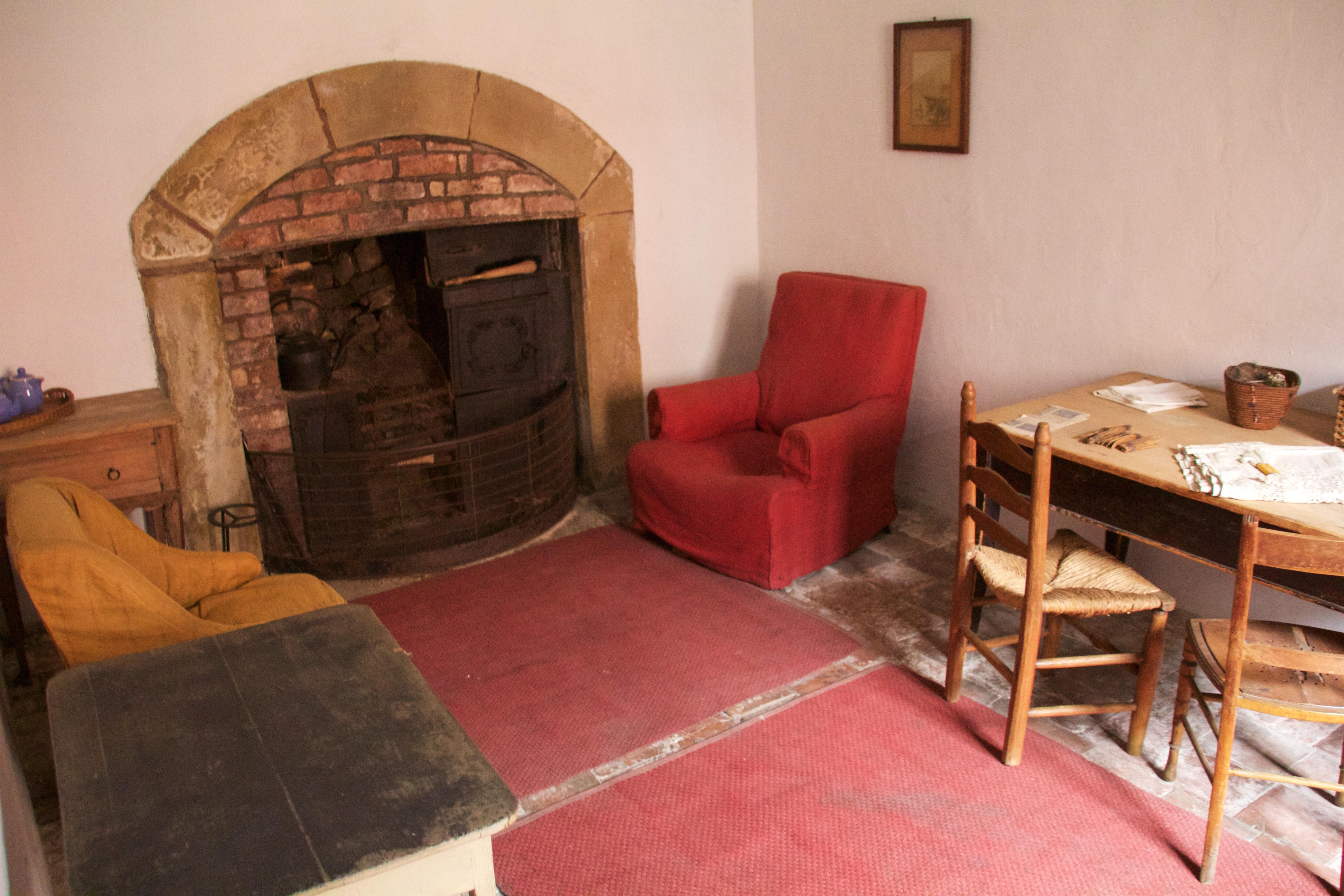
La llar de foc, element central de la sala d'estar.

Fins a finals del segle xix l'espai central dels habitatges era la cuina, que va passar de ser l'espai on passava l'estona la família a rivalitzar amb la sala d'estar. Fins aquest moment, la sala davantera era la sala de la casa que s'utilitzava per a esdeveniments socials formals, inclòs el lloc on es col·locava als recentment morts abans del seu funeral. Era la zona d'amortiment entre l'àrea pública i privada dins de la casa.
El terme "sala d'estar" es troba inicialment en la literatura de decoració de la dècada de 1890, on s'entén que una sala d'estar és un reflex de la personalitat del dissenyador, en lloc de les convencions victorianes de l'època. Només els rics podien permetre's diverses habitacions dins d'un espai com a salons, biblioteques, salons i sales per a fumadors.
El canvi de terminologia se li atribueix a Edward Bok a causa de la seva acreditació de l'article de la revista Ladies´ Home Journal. L'article estava dirigit específicament a les dones i els va brindar la confiança en el contingut popular en relació amb el disseny de la llar a un preu assequible i la visió de Bok de la llar estatunidenca ideal i els rols de les dones.
En absència d'aparells electrònics, antigament els salons s'utilitzaven per a conversar, fer activitats domèstiques com ara cosir, llegir el diari o revistes o jugar. Al no existir calefacció central, el saló es convertia en l'estança més càlida de la llar en comptar amb una gran xemeneia en lloc destacat.

### Segle XX

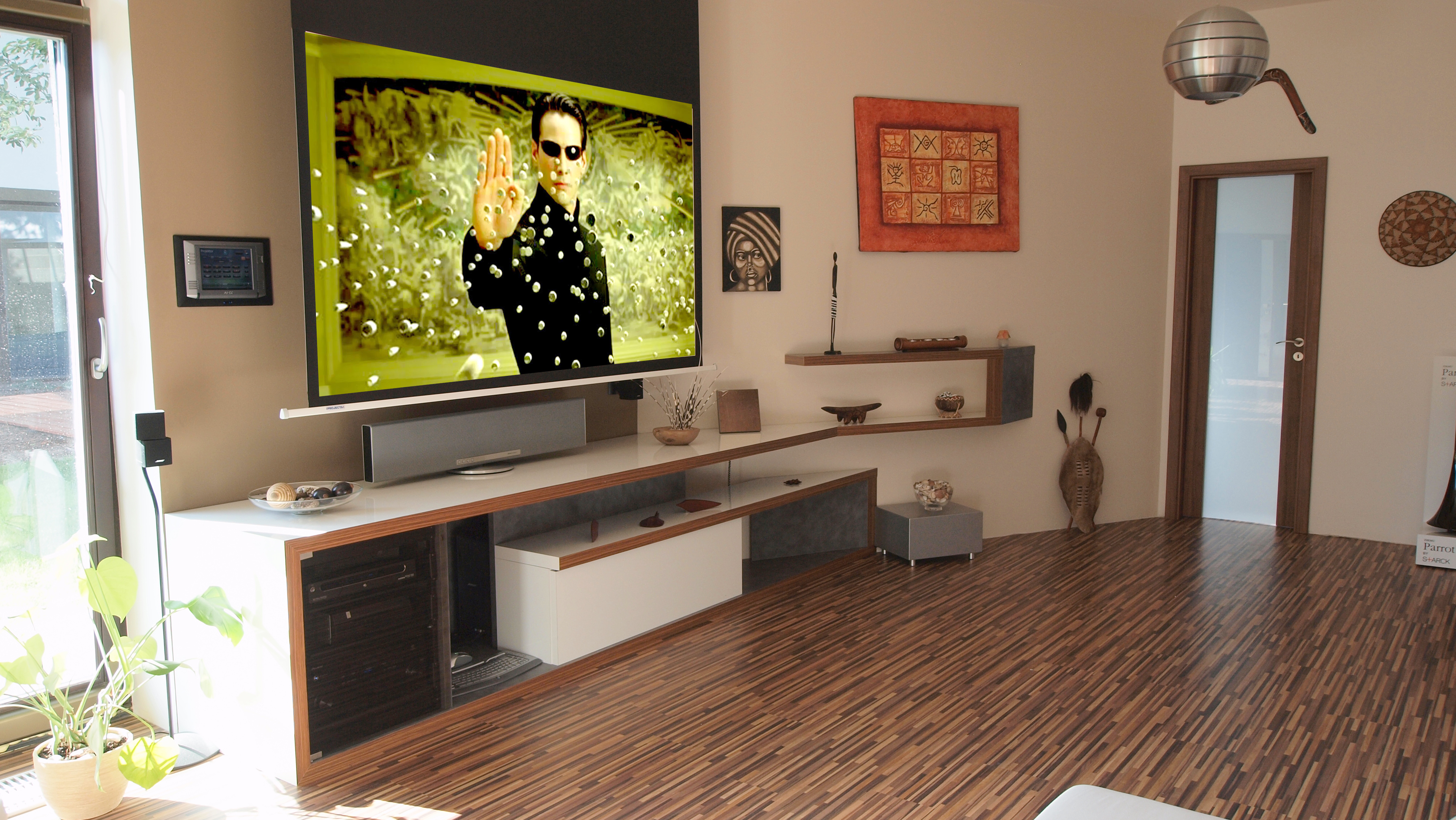
La televisió condiciona les sales d'estar del.

Un estudi de Fernando Gandolfi estableix la cronologia de l'evolució de la sala d'estar. Indica com entre 1880 i 1940 les sales d'estar van estar condicionades per la presència de pianos i mobles eclèctics d'estil. El telèfon va arribar-hi a partir del 1910 i fins al 1970. Paral·lelament, del 1910 al 1920 van aparèixer els gramòfons a les sales d'estar, fins que el 1920 hi va arribar la ràdio i el 1940 els tocadiscos.
La ràdio va condicionar els espais enormement fins que a la dècada del 1950 i sobretot a la del 1960 la televisió va passar a presidir l'espai, assumint la funció de recolliment que havia tingut la llar de foc. Els diumenges va passar a ser comú veure futbol en grans televisors en color, la qual cosa va provocar que les sales familiars més grans es tornessin més populars durant la dècada de 1970.
Tornar als espais de conversa va ser una preocupació per als arquitectes a finals del segle xx. Eero Saarinen sabia que volia dissenyar una sala d'estar no sols amb un estil arquitectònic apropiat, sinó també amb un "pou de conversa " que enfonsés als usuaris i els fes sentir una mica més "connectats". Va fomentar la relaxació i la conversa, sent la Casa Miller un dels primers espais condicionats per a celebrar i introduir el pou de conversa. L'estil arquitectònic de Miller House es coneixia com a modern de mitjans de segle, la qual cosa indica que es va introduir després de la Segona Guerra Mundial entre 1945 i 1960. El moviment es va associar amb ornamentació mínima, simplicitat, materials honestos i artesania.
Donada la menor grandària dels habitatges, la distinció entre tots dos pràcticament ha desaparegut utilitzant el saló tant per a la funció pública com la privada. A fi de guanyar espais a la casa, també s'ha popularitzat la introducció de la taula de menjador al mateix saló creant una sola estada per a les dues funcions: el saló-menjador.
Aquesta desaparició de la sala d'estar o assumpció de les seves funcions per part d'altres espais ja es va fer present a Espanya en els habitatges que Emiliano Ammann va fer el 1931 amb el nom de Solokoetxe, amparant-se amb la Ley de casas baratas del 1921, ajuntant cuina, menjador i terrassa. A la dècada del 1950 es van fer habitatges públics on el menjador feia de sala d'estar. A Barcelona es va fer el 1955 el projecte MBM al carrer Pallars amb la mateixa idea.

### Segle XXI

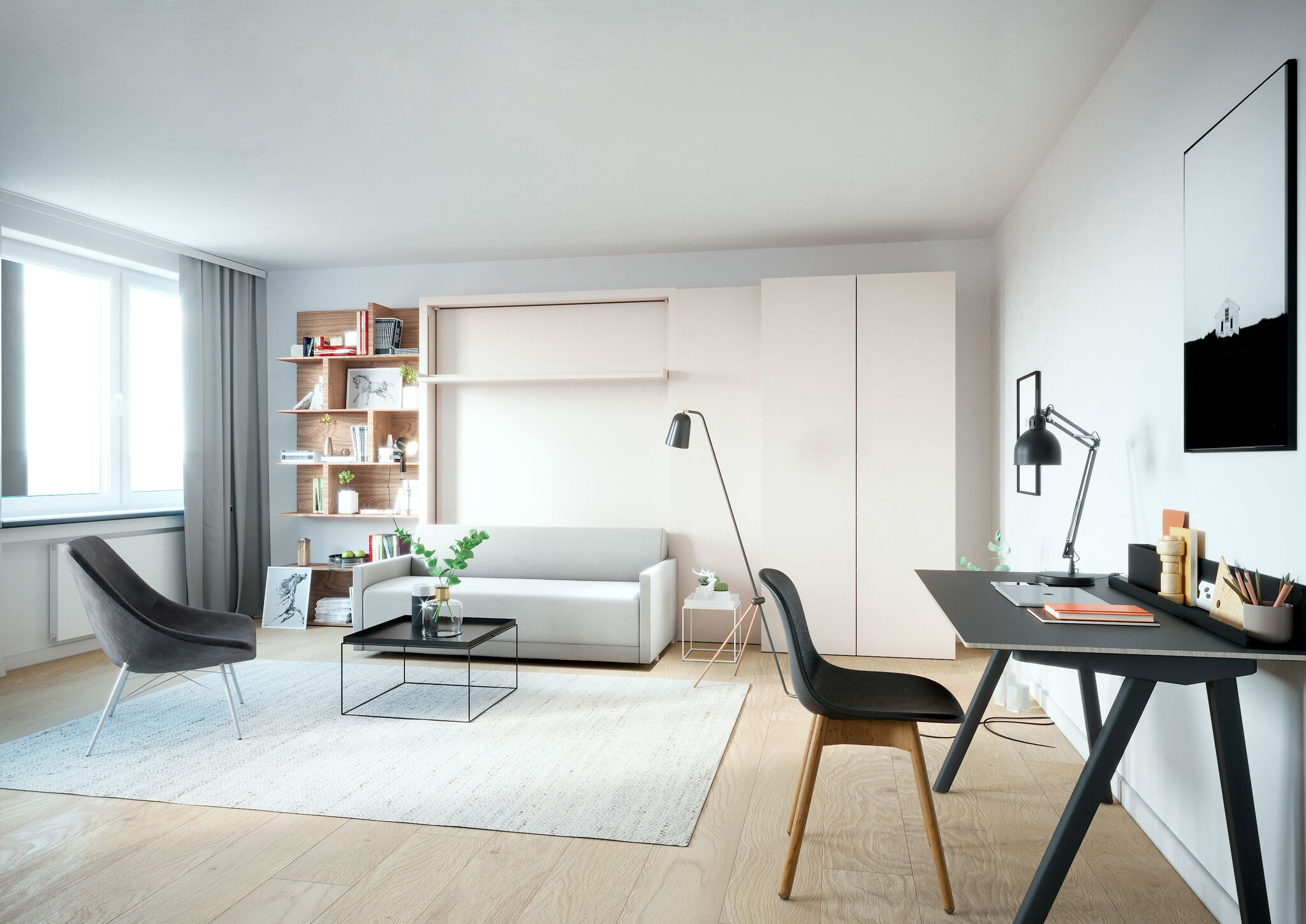
Sala d'estar com espai integrat amb el despatx.

A principis del segle XXI la televisió seguia essent el centre de les sales d'estar. Així figurava en l'imaginari col·lectiu, com apareix a l'inici de la sèrie The Simpsons amb els membres familiars asseguts al sofà mirant la televisió o a la sèrie Friends quan Joey no entén com una noia pot viure sense televisió. La televisió havia hipotecat el disseny de la sala d'estar.
Amb la generalització de l'ús d'Internet, les plataformes de televisió a la carta i els mòbils, aquesta situació va començar a canviar. Al mateix temps a Europa va seguir baixant la natalitat, disminuint la dimensió familiar i augmentant l'esperança de vida. Malgrat la desaparició de la televisió, les sales d'estar es van seguir fent igual els primers anys d'internet.
Els arquitectes, en un context de reducció d'espai dels habitatges, es debatien entre l'habitació com a l'espai íntim ampliat, les cases sense lloc de trobada familiar i les que mantenien la sala d'estar com una habitació discontínua que en forma part però està a fora i només utilitza per a rebre visites. Exemples d'això darrer són La Borda de Can Batlló de Barcelona o La Balma del Poblenou de Barcelona.

## Estils arquitectònics
Romanesc (800-1200):
- Parets gruixudes
- Sostres cassetonats
- Columnes
- Colors neutres

Gòtic (1100-1450):
- Vidrieres
- Voltes de creueria
- Decoració ornamentada
- Arcs punxeguts

 Renaixement (1400-1600):
- Art en guix
- Patrons geomètrics i de color
- Pintures murals fines
- Ricament decorat

Barroc (1600-1830):
- Luxosament decorat
- Paleta de colors rics
- Detall tallat
- Materials d'alta gamma

Rococó (1650-1790):
- Paleta de colors pastís
- Elaborada ornamentació
- Línies corbes sensuals
- Artesania superior

Neoclassicisme (1730-1925):
- Tons de color apagats
- Mobiliari simple i simètric
- Motius decoratius
- Patrons geomètrics

Art Nouveau (1890-1914):
- Inspiració en la naturalesa
- Paleta de colors extravagants
- Línies corbes sensuals
- Decoratiu i ornamental

Belles arts (1895-1925):
- Superfícies molt decoratives
- Centrar-se en la simetria
- Corbes i arcs
- Columnes i superfícies detallades

Neogòtic (1905-1930) :
- Èmfasi en elements verticals
- Il·luminació natural
- Vidrieres
- Superfícies molt detallades

Art déco (1925-1937):
- Colors rics
- Geometria atrevida
- Treball de detall decadent
- Motius geomètrics estilitzats

Estils modernistes (1900-present):
- Senzillesa
- Línies netes
- Línies naturals
- Mescla de colors neutrals i atrevits

Postmodernisme (1972-present):
- Colors vius
- Asimètric
- Escala exagerada
- Materials antinaturals

Neomodernisme (1997-present):
- Angles sobre corbes
- Monocromàtic o vibrant
- Experimenta amb formes
- Utilitza materials metàl·lics i ecològics

Parametricisme (1997-present):
- Colors neutres
- A gran escala
- Línies sensuals
- Materials naturals